# День калмыцкого чая
День калмыцкого чая (калм. Хальмг Цәәгин нәр) — национальный праздник Калмыкии, посвящённый калмыцкому чаю. Отмечается ежегодно в третью субботу мая.

## История
В целях сохранения и возрождения калмыцких народных традиций, Народный Хурал (Парламент) Республики Калмыкия 31 мая 2011 года установил праздник «День калмыцкого чая» и внёс изменения в статью 1 «Закона о праздничных и памятных датах Республики Калмыкии» от 13 октября 2004 года. Праздник утверждён 2 июня 2011 года главой Калмыкии Алексеем Орловым.
Первый раз праздник отмечался 19 мая 2012 года.

## Источник
- Закон Республики Калмыкия от 2 июня 2011 г. N 269-IV-З "О внесении изменения в статью 1 Закона Республики Калмыкия «О праздничных и памятных днях в Республике Калмыкия»